# Baume-les-Dames
 Baume-les-Dames  es una población y comuna francesa, en la región de Franco Condado, departamento de Doubs, en el distrito de Besanzón y cantón de Baume-les-Dames.

## Demografía
| 4076 | 5006 | 5531 | 5303 | 5237 | 5384 |
| Para los censos de 1962 a 1999 la población legal corresponde a la población sin duplicidades (Fuente: INSEE [Consultar]) |      |      |      |      |      |